# Azurkardinal
Azurkardinal (Cyanoloxia glaucocaerulea) är en fågel i familjen kardinaler inom ordningen tättingar.

## Utseende
Azurkardinalen är en medelstor och kraftig finkliknande fågel med litet huvud och tjock näbb. Hanen är helt blå, glansig på panna och övergump. Honan är mörkbrun ovan och ljusare under.

## Utbredning och systematik
Azurkardinalen förekommer i Sydamerika i östra Paraguay, södra Brasilien, Uruguay och nordöstra Argentina. Fågeln anses vara delvis flyttfågel som lämnar de sydligaste delarna av utbredningsområdet och flyttar något norrut vintertid. Den behandlas som monotypisk, det vill säga att den inte delas in i några underarter.

### Släktskap
Tidigare placerades arten som ensam art i släktet Cyanoloxia. Efter genetiska studier inkluderas dock numera även arterna amazonkardinal, blåsvart kardinal och ultramarinkardinal, alla tidigare i Cyanocompsa, i släktet.

## Levnadssätt
Azurkardinalen hittas intill ungskog och öppna skogar. Den uppträder vanligen enstaka eller i par. Normalt är den mycket skygg.

## Status och hot
Arten har ett stort utbredningsområde, men tros minska i antal, dock inte tillräckligt kraftigt för att den ska betraktas som hotad. Internationella naturvårdsunionen IUCN listar arten som livskraftig (LC).

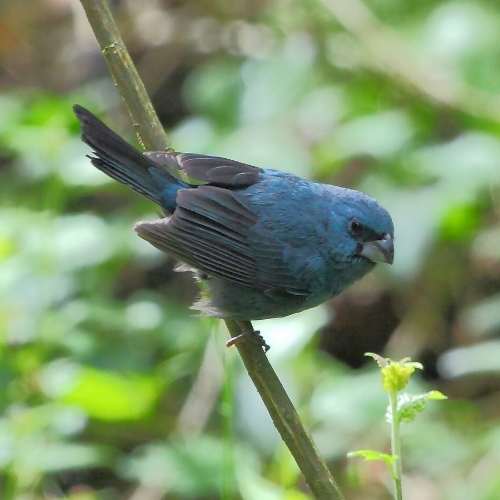